# 第35屆日本電影學院獎
第35回日本電影學院獎，在於表彰2010年11月28日至2011年12月10日期間在日本商業上映一個星期以上的優秀電影作品。於2012年3月2日在東京都新高輪王子大飯店舉行頒獎典禮，主持人是關根勤和深津繪里，由日本電視系進行直播。
《第八日的蟬》成為最大贏家，獨攬包括最佳影片獎在內的10項大獎。

## 最優秀作品獎
- 第八日的蟬

### 優秀作品獎
- 大鹿村騷動記
- 最後的忠臣藏
- 了不起的亡灵
- 泡吧偵探

## 最優秀動畫電影作品獎
- 來自紅花坂

### 優秀動畫電影作品獎
- K-ON!
- 手塚治虫的佛陀 美麗的紅色沙漠
- 豆富小僧
- 名偵探柯南：沉默的15分鐘

## 最優秀導演獎
- 成島出（第八日的蟬）

### 優秀導演獎
- 阪本順治（大鹿村騒動記）
- 新藤兼人（一封明信片）
- 杉田成道（最後的忠臣藏）
- 三谷幸喜（了不起的亡靈）

## 最優秀劇本獎
- 奥寺佐渡子（第八日的蟬）

### 優秀劇本獎
- 荒井晴彥/阪本順治（大鹿村騒動記）
- 田中陽造（最後的忠臣藏）
- 古澤良太/須藤泰司（泡吧偵探）
- 三谷幸喜（了不起的亡靈）

## 最優秀男主角獎
- 原田芳雄（大鹿村騒動記）

### 優秀男主角獎
- 大泉洋（泡吧偵探）
- 堺雅人（武士的家用帳）
- 三浦友和（RAILWAYS 給無法傳遞愛的大人們）
- 役所廣司（最後的忠臣藏）

## 最優秀女主角獎
- 井上真央（第八日的蟬）

### 優秀女主角獎
- 長澤正美（桃花期）
- 中谷美紀（阪急電車 單程15分鐘的奇跡）
- 深津繪里（了不起的亡靈）
- 宮崎葵（丈夫得了抑鬱症）

## 最優秀男配角獎
- 點點（冰冷熱帶魚）

### 優秀男配角獎
- 伊勢谷友介（明日之丈）
- 岸部一德（大鹿村騒動記）
- 佐藤浩市（最後的忠臣藏）
- 松田龍平（泡吧偵探）

## 最優秀女配角獎
- 永作博美（第八日的蟬）

### 優秀女配角獎
- 麻生久美子（桃花期）
- 小池榮子（第八日的蟬）
- 滿島光（一命）
- 宮本信子（阪急電車 單程15分鐘的奇跡）

## 話題獎

### 演員部門
- 前田敦子（如果高校棒球女子經理讀了彼得•杜拉克）

### 作品部門
- 桃花期

## 新人演員獎
- 熊田聖亞（有鞘無刀的武士）
- 櫻庭奈奈美（最後的忠臣藏）
- 渡邉果（第八日的蟬）
- 上地雄輔（漫才幫）
- 高良健吾（輕蔑）
- 野見隆明（有鞘無刀的武士）
- 長谷川博己（第二處女）

## 最優秀音樂獎
- 安川午朗（第八日的蟬）

### 優秀音樂獎
- 池賴廣（泡吧偵探）
- 岩崎太整（桃花期）
- 荻野清子（了不起的亡靈）
- 加古隆（最後的忠臣藏）

## 最優秀攝影獎
- 藤澤順一（第八日的蟬）

### 優秀攝影獎
- 笠松則通（大鹿村騒動記）
- 長沼六男（最後的忠臣藏）
- 藤石修（岳）
- 山本英夫（了不起的亡靈）

## 最優秀照明獎
- 金澤正夫（第八日的蟬）

### 優秀照明獎
- 岩下和裕（大鹿村騒動記）
- 宮西孝明（最後的忠臣藏）
- 川邊隆之（岳）
- 小野晃（了不起的亡靈）

## 最優秀美術獎
- 西岡善信/原田哲男（最後的忠臣藏）

### 優秀美術獎
- 近藤成之（武士的家用帳）
- 種田陽平（了不起的亡靈）
- 林田裕至（一命）
- 松本知惠（第八日的蟬）

## 最優秀錄音獎
- 藤本賢一（第八日的蟬）

### 優秀錄音獎
- 瀨川徹夫（了不起的亡靈）
- 田村智昭/室薗剛（泡吧偵探）
- 照井康政（大鹿村騒動記）
- 中路豐隆/瀨川徹夫（最後的忠臣藏）

## 最優秀剪接獎
- 三條知生（第八日的蟬）

### 優秀剪接獎
- 石田雄介（桃花期）
- 上野聰一（了不起的亡靈）
- 長田千鶴子（最後的忠臣藏）
- 只野信也（泡吧偵探）

## 最優秀外國電影獎
- 國王的演講

### 優秀外國電影獎
- 猿人爭霸戰：猩凶革命
- 社群網戰
- 黑天鵝
- 點球成金

## 會長特別獎
- 岡田茂（製作人）
- 佐野武治（照明）
- 高峰秀子（演員）
- 原田芳雄（演員）
- 森田芳光（導演）

## 協會特別獎
- 御所園久利（大道具）

## 外部連結
- 第35回獲獎名單 （页面存档备份，存于）（日語）